# Pakistanische Cricket-Nationalmannschaft in Indien in der Saison 1983/84
Die Tour der pakistanischen Cricket-Nationalmannschaft nach Indien in der Saison 1983/84 fand vom 10. September bis zum 10. Oktober 1983 statt. Die internationale Cricket-Tour war Bestandteil der Internationalen Cricket-Saison 1983/84 und umfasste drei Tests und zwei ODIs. Indien gewann die ODI-Serie 2–0, während die Test-Serie 0–0 unentschieden endete.

## Vorgeschichte
Für beide Mannschaften war es die erste Tour der Saison.
Das letzte Aufeinandertreffen der beiden Mannschaften bei einer Tour fand in der Saison 1982/83 in Pakistan statt.

## Stadien
Die folgenden Stadien wurden für die Tour als Austragungsort vorgesehen.
| Stadion                                     | Stadt     | Kapazität | Spiele  |
| ------------------------------------------- | --------- | --------- | ------- |
| Karnataka State Cricket Association Stadium | Bangalore | 42.000    | 1. Test |
| Lal Bahadur Shastri Stadium                 | Hyderabad | 25.000    | 1. ODI  |
| Sawai Mansingh Stadium                      | Jaipur    | 23.185    | 2. ODI  |
| Burlton Park                                | Jalandhar | 16.000    | 2. Test |
| Vidarbha Cricket Association Stadium        | Nagpur    | 45.000    | 3. Test |

## Kaderlisten
Die folgenden Kader wurden vor der Tour bekanntgegeben.
| Test | Test | ODI | ODI |
| Indien | Pakistan | Indien | Pakistan |
| --- | --- | --- | --- |
| - Mohinder Amarnath - Kirti Azad - Raghuram Bhat - Roger Binny - Kapil Dev - Dilip Doshi - Anshuman Gaekwad - Sunil Gavaskar - Syed Kirmani - Madan Lal - Sandeep Patil - Yashpal Sharma - Ravi Shastri - Dilip Vengsarkar - Srinivas Venkataraghavan | - Azeem Hafeez - Iqbal Qasim - Javed Miandad - Mohammad Nazir - Mohsin Kamal - Mudassar Nazar - Qasim Umar - Saleem Malik - Shoaib Mohammad - Tahir Naqqash - Wasim Akram - Wasim Akram - Zaheer Abbas | - Mohinder Amarnath - Kirti Azad - Roger Binny - Kapil Dev - Sunil Gavaskar - Syed Kirmani - Madan Lal - Sandeep Patil - Balwinder Sandhu - Yashpal Sharma - Kris Srikkanth | - Azeem Hafeez - Jalal-ud-Din - Javed Miandad - Mohammad Nazir - Mohsin Kamal - Mudassar Nazar - Qasim Umar - Saleem Malik - Tahir Naqqash - Wasim Akram - Wasim Akram - Zaheer Abbas |

## One-Day Internationals

### Erstes ODI in Hyderabad
| 10. September Scorecard | Hyderabad | Pakistan 151-8 (46/46)       | – | Indien 152-6 (43/46) |
|                         |           | Indien gewinnt mit 4 Wickets |   |                      |

### Zweites ODI in Jaipur
| 2. Oktober Scorecard | Jaipur | Pakistan 166-9 (46/46)       | – | Indien 169-6 (40.4/46) |
|                      |        | Indien gewinnt mit 4 Wickets |   |                        |

## Tests

### Erster Test in Bangalore
| 14. – 19. Juni Scorecard | Bangalore | Indien 275 (119.5) & 176-0 (61.1) | – | Pakistan 288 (112.1) |
|                          |           | Remis                             |   |                      |

### Zweiter Test in Jullundur
| 24. – 29. September Scorecard | Jullundur | Pakistan 337 (133.2) & 16-0 (9) | – | Indien 374 (169.5) |
|                               |           | Remis                           |   |                    |

### Dritter Test in Nagpur
| 5. – 10. Oktober Scorecard | Nagpur | Indien 245 (85.3) & 262-8d (107) | – | Pakistan 322 (134.4) & 42-1 (8) |
|                            |        | Remis                            |   |                                 |